# Un archipel. Fiction, récits, essais

Un archipel. Fiction, récits, essais est un recueil de Maylis de Kerangal publié aux Presses de l’Université de Montréal en 2022, et couronné par le Prix de la revue Études françaises la même année. Il réunit vingt-deux textes d’origine et de date diverses, précédés d’une novella inédite, « Rouge », dont Maylis de Kerangal a reconnu la dimension autobiographique : « [C]’est une histoire des années [19]80, une autofiction ».

## Composition du recueil
Les vingt-deux récits et essais qui composent le cœur d’Un archipel ont été publiés entre 2007 et 2022, dans des journaux (Le Monde, dans lequel Maylis de Kerangal a tenu une chronique, d’août 2016 à juillet 2017), des magazines (Philosophie magazine), des revues (Inculte, Zadig, Le matricule des anges), des revues universitaires (Études françaises, Revue André Malraux Review), des ouvrages collectifs (éd. Inculte, CNRS éditions, éditions de la BNF, Cahiers de l’Herne, Carnets de Chaminadour), etc. Certains d’entre eux étaient devenus difficilement accessibles.

## Contenu du recueil
Les textes sont répartis entre quatre sections : « La possibilité de la littérature », « Strates et paysages », « Voix », « Corps conducteurs » dans lesquels il est aisé de reconnaître quelques-uns des principaux fils de l’œuvre de fiction de Maylis de Kerangal (les voix, les corps, les paysages, le temps). Avant la parution d’Un archipel, on ne voyait pas aussi bien à quel point les romans de Maylis de Kerangal (Corniche Kennedy a paru en 2008) s’entretissent, se mesurent et se relancent à l’aune d’une incessante réflexion sur la littérature et sur ses pouvoirs, qui se renouvelle au gré des découvertes et des rencontres qui enrichissent sa trame et sa cohérence. De longues fréquentations dessinent un panthéon — Hélène Bessette (deux textes, 2011 et 2020), Claude Simon (deux textes en 2016), Jean Echenoz, Pierre Michon — dont la verticalité ne dissimule pas les festons : Ibsen (Hedda Gabler), Victor Hugo (Les Misérables, sur la place de l’enfant), Malraux (sur l’affirmation des Antimémoires selon laquelle la grotte de Lascaux aurait servi de cache d’armes pendant la Résistance !), etc.
D’autres tonalités traversent le recueil : mémorielle, à propos de la ville du Havre, presqu’entièrement détruite pendant la Seconde Guerre mondiale, entièrement reconstruite après, où Maylis de Kerangal a grandi, sensible à la présence spectrale de la ville d’avant (le passé), impressionnée par le présent, le triomphe de Nadia Comaneci aux Jeux Olympiques de Montréal en 1976 (« Provenance », p. 123-127) ; politique, dans un récit qui témoigne de l’expérience de l’autrice, en juin 2016, à Hébron, dans les territoires occupés de la Palestine, dans la zone de la ville sous contrôle de l’armée israëlienne (« H2 », p. 139-158) ; féministe, dans un essai qui rescénarise la célébration des quarante-cinq ans du président John F. Kennedy, au Madison Square de New York le 19 mai 1962, et le « Happy Birthday » chanté par Marilyn Monroe, afin de montrer la violence qui fut faite à cette femme, que cette violence faite à cette femme fut une sordide exécution publique, une mise à mort en direct (« Feu Marylin », p. 161-171) ; etc.
Dans une courte préface intitulée « Ouverture » (p. 7-10), Marie-Pascale Huglo, membre du comité du prix de la revue Études françaises, et Stéphane Vachon, directeur de cette revue, n’ont pas tort de citer Balzac pour décrire Un archipel : « “[D]ans un petit espace, l’effrayante accumulation d’un monde entier de pensées” » (p. 10). En quatrième de couverture, les éditeurs, pour leur part, insistent sur « une recherche en mouvement constant, curieuse de tout ».
Le volume contient en outre un bref avant-propos (« Un archipel », p. 11-12) par Maylis de Kerangal, une « Table des références » (p. 235-237), une bibliographie détaillée des publications de l’autrice (p. 239-250) et un « Index des noms de personne » (p. 249-252).

### «Rouge»
« Rouge », la fiction inédite publiée en tête d’Un archipel. Fiction, récits, essais, est le récit à la première personne de la première journée de travail d’une jeune étudiante comme hôtesse d’accueil à l’hippodrome de Longchamp. L’héroïne passe du vestiaire des hôtesses, « local sombre et froid […,] un chiotte dans le fond ainsi qu’un lavabo, mais pas de casier ni de miroir » (p. 19), au plancher des parieurs ordinaires, « une grande salle bondée, enfumée, puant la sueur et la petite monnaie tiède » (p. 33), aux loges accessibles par des ascenseurs réservés, aux « portes d’argent » (p  38), « un autre monde » (p. 39), « un monde feutré, ouaté, désodorisé » (p. 39), celui des « Hôtes Premium Privilège, ceux qui surplombent la réalité » (p. 43). Elle prend conscience du bon usage des codes sociaux et langagiers, des inégalités, des rapports de pouvoir et de la lutte des classes. Elle quitte alors la place qui lui a été assignée et va parier sur un cheval nommé « Victoire du Prolétariat », cheval que l’on a pu croiser en 2003 dans La vie voyageuse, le deuxième roman de l’autrice. Du point de vue de la genèse des œuvres, chez Maylis de Kerangal, tout vient de loin, une fiction ne s’écrit jamais seule.

## Lectures publiques
Depuis la parution d’Un archipel, Maylis de Kerangal a offert trois lectures publiques de « Rouge » : la première, le 22 novembre 2022, à l’Université de Montréal, la seconde le 16 mai 2023, à Paris, à la Maison de la poésie ; la troisième dans le cadre du festival littéraire « Lettres d’automne », à Montauban, au théâtre Olympe de Gouges, le 24 novembre 2023.